# Liga Futebol Timor-Leste
A Liga Futebol Timor-Leste (ou LFTL) é o atual Campeonato Timorense de Futebol. É também o nome da liga desportiva organizadora do campeonato, formada por equipas do futebol de Timor-Leste, que também realiza anualmente a Taça 12 de Novembro.

## História
Criado em 2015, com o nome Liga Futebol Amadora (ou LFA), o torneio substituiu a Super Liga Timorense, que teve apenas uma edição em 2005-06, como a principal competição nacional de futebol.
A primeira fase final da LFA foi realizada em 2016, sendo vencida pelo Sport Laulara e Benfica, um dos mais antigos clubes de futebol do país. Nesta temporada, também foi realizado pela primeira vez o torneio da segunda divisão.
Em 2020, a liga alterou seu nome para a atual denominação. Em julho de 2021, foi noticiado que a liga passaria a ser financiada 100% pelo governo timorense, como parte da política nacional de apoio ao esporte. O torneio foi realizado no último bimestre do ano, tendo como campeão o Karketu Dili F.C., que sagrou-se bicampeão nacional.
Em 2022, a realização da liga ficou indefinida, devido às dificuldades financeiras geradas pela pandemia de Covid-19. A temporada teve lugar apenas em fevereiro de 2023, sendo mais uma vez vencida pelo Karketu Dili. 
Em 2024, o torneio ficou pendente por todo o ano, devido ao imbróglio no pleito para o comando da FFTL. Em março de 2025, a liga finalmente realizou sua segunda eleição para presidente, tendo Ipolito Soares sido eleito, com Ozorio Florindo como vice-presidente. A temporada iniciou-se no mês de maio, com as equipas remanescentes da edição 2022-23.

## Corpo diretivo
O primeiro presidente da liga desportiva foi Nilton Gusmão dos Santos, um de seus fundadores, eleito para o mandado 2015-2019. Posteriormente, ele foi reeleito, presidindo a liga timorense no período 2020-2024, sendo em janeiro de 2025 escolhido para o cargo de presidente da federação nacional. Desta forma, em março do mesmo ano, Ipolito Soares foi eleito para o comando da liga, para o mandato 2025-2029.
- Presidente: Ipolito Soares
- Vice-presidente: Ozorio Florindo
- Diretor das competições: Martinho Ribeiro
- Secretário executivo: Alexandre Vong

### Presidentes da Liga
- 2015-2024: Nilton Gusmão dos Santos
- 2025-2029: Ipolito Soares

## Campeões
Segue-se, abaixo, o histórico da Primeira Divisão.
| Edição | Ano     | Campeão                 | Vice-campeão   |
| ------ | ------- | ----------------------- | -------------- |
| 1ª     | 2015-16 | Sport Laulara e Benfica | Karketu Dili   |
| 2ª     | 2017    | Karketu Dili            | Ponta Leste    |
| 3ª     | 2018    | Boavista                | Karketu Dili   |
| 4ª     | 2019    | Lalenok United          | Boavista       |
| 5ª     | 2020-21 | Karketu Dili            | Lalenok United |
| 6ª     | 2022-23 | Karketu Dili            | Emmanuel FC    |
| 7ª     | 2024-25 |                         |                |